# Cerkev sv. Križa, Bordeaux
Cerkev svetega Križa v Bordeauxu je cerkev nekdanjega benediktinskega samostana. Od leta 1840 je uvrščena med zgodovinske spomenike. Stoji na jugovzhodu od središča Bordeauxa na Place Pierre Renaudel.

## Zgodovina
Benediktinski samostan sv. Križa je bil ustanovljen v obdobju Merovingov na hribu v bližini reke Garone, na močvirnem območju, ki je bilo takrat južno od Bordeauxa. Natančno leto ustanovitve ni znano, toda po epitafu Mummola iz 7. stoletja je okoli leta 679 umrl drugi opat iz Fleuryja (danes Saint-Benoît-sur-Loire). Samostan so Saraceni napadli okoli leta 730 in ga verjetno obnovili v poznem 8. stoletju. Sredi 9. stoletja je samostan postal žrtev Normanov. Tretja stavba samostana je pripisana Wilhelmu Dobemu, ki je bil od leta 970 grof in morda vojvoda Gaskonjski († verjetno 996) in je izbral mesto za novo stavbo, kjer je že stal oratorij za Mummola. Mummul je bil galsko-rimski patricij in prefekt, ki je v 6. stoletju služil guntramskemu kralju Burgundije kot general.
Samostan je vključeval vasi Saint-Hilaire-du-Taillan in Soulac-sur-Mer s prvotno cerkvijo Notre-Dame-de-la-fin-des-Terres ter pozneje Saint-Macaire in Macau. Današnja romanska cerkev izvira iz poznega 11. ali začetka 12. stoletja, enakega obdobja kot cerkvi Soulac (Notre-Dame-de-la-fin-des-Terres) in Macau.
Skozi stoletja so samostan opustili, samostanske stavbe (kuhinja, spalnice, refektorij, itd.) so propadle, tako da so v 17. stoletju menihi Congrégation de Saint-Maur (→ Mauriner) dobili dovoljenje za obnovo samostana. Gradnja se je začela leta 1664, dokončala pa leta 1672.
Samostan so leta 1793 spremenili v hospic, zgradbe pa Bordeaux École des Beaux-Arts uporablja od leta 1890.
Cerkev sv. Križa so združili s cerkvami Saint-Michel, Saint-Pierre, Saint-Paul in Saint-Éloi, da so oblikovali skupnost in leta 2009 predali Communauté du Chemin-Neuf.

## Arhitektura
Cerkev ima tloris latinskega križa. Sestavljena je iz ladje s petimi travejami, transeptom z velikimi kapelami na obeh straneh in poligonalno apsido. Ladja je dolga 39 metrov, apsida pa je visoka 15,30 metra.
Arhitekt Paul Abadie je cerkev obnovil v 19. stoletju in na levi strani fasade dodal simetričen zvonik.
- Apsida
- Arhivolt
- Kapitel

## Oprema
V cerkvi sta dve sliki Guillauma Cureauja (okoli 1595-1648) o Mummolu, Sveti Mummol ozdravi obsedenko in Sveti Mummol ozdravi bolnega, pa tudi Povzdignjenje sv. Križa, A. Bourgneufa iz leta 1636.